# Synaldis quinnipiacorum
Synaldis quinnipiacorum är en stekelart som beskrevs av Henry Lorenz Viereck 1917. Synaldis quinnipiacorum ingår i släktet Synaldis och familjen bracksteklar. Inga underarter finns listade i Catalogue of Life.